# MBS School of Business
MBS School of Business est une école de commerce française située à Montpellier, et fondée en 1897. Association loi de 1901 à but non lucratif et labellisée EESPIG par l'État français, l'école est la propriété jusqu'en 2013 de la chambre de commerce et d'industrie de Montpellier. 
Anciennement dénommée « Groupe Sup de Co Montpellier » et « Montpellier Business School », l'école est triple accréditée AACSB, AMBA et EQUIS.

## Histoire
MBS School of Business est l'établissement successeur de l'École supérieure de commerce (ESC) de Montpellier, créée en 1897 par la CCI de Montpellier. Montpellier Business School fait partie de la deuxième vague des écoles créées en France, au même titre que celles de Lille, Dijon, Nantes et Toulouse. En 1915, l'école est la première des Écoles Supérieures de Commerce à s'ouvrir aux femmes.
La société Groupe Sup de Co Montpellier est créée en 1992. En 1993, la CCI de Montpellier créée un service « Formation continue et conseil », qui devient Sup de Co Entreprises en 1997.
En 2000, l'école lance la création de deux programmes à visée internationale : le Master of Business Administration (MBA) et un Bachelor of Business Administration. En 2002 est créée l'École internationale de Montpellier. Un changement de gouvernance intervient en 2005 : la CCI de Montpellier dote le Groupe Sup de Co d'un conseil d'administration.
En 2010, le programme Master – Grande école est accrédité EPAS par l'EFMD. L'accréditation AACSB est obtenue en 2011 , puis celle de l'AMBA pour le MBA, en 2012. En 2013 l'école change de statut et devient une association loi de 1901.
En 2014, l'école change de nom, passant de "Groupe Sup de Co Montpellier Business School" à "Montpellier Business School". Cette même année, l'école rejoint l'alliance entre EM Strasbourg Business School et l'ESC Rennes qui a pour but de proposer une inscription commune au concours de la BCE pour les candidats de classes préparatoires.
En 2016, Montpellier Business School voit ses accréditations AMBA, AACSB et EFMD-EPAS renouvelées pour une durée de 5 ans. En 2019, Montpellier Business School est accrédité par l'EQUIS.
En 2020, l'école change de nom, passant de 'Montpellier Business School" à "MBS School of Business".
En 2021, l'école quitte la banque d'épreuves BCE pour rejoindre ECRICOME (avec Neoma Business School, Kedge Business School, Rennes School of Business et EM Strasbourg Business School). Ce changement s'inscrit dans le plan de développement 2020-2025 de l'école.
En 2025, MBS School of Business ouvre un campus parisien.

## Programmes

### Programme Grande École

#### Admission
Le Programme Grande École (PGE) est le programme historique de MBS School of Business. Il forme en 2, 3 ou 4 années selon le recrutement. 
MBS School of Business est membre de la banque d'épreuves ECRICOME  qui organise les quatre concours permettant d'accéder au PGE de l'école.  
- Classes préparatoires économiques et commerciales et littéraires avec les concours ECRICOME PREPA et ECRICOME LITTERAIRES : Admission en L3
- Bac +2 (BTS, DUT, Licence 2, DEUG) avec concours ECRICOME TREMPLIN 1 : Admission en L3
- Bac+3/4 (Licence 3, Bachelor, Maitrise) par le biais du concours ECRICOME TREMPLIN 2 : Admission en M1

#### Cursus
MBS School of Business propose un cursus à la carte en français ou en anglais. Il propose une expérience professionnelle de 12 mois minimum, l'immersion à l'international et une dernière année double-diplômante, ainsi que l'alternance possible dès la deuxième année. 
Les étudiants se spécialisent en dernière année. Il existe un grand nombre de spécialisations : entrepreneuriat, stratégie et conseils, management de projets, marketing, vente et développement business, management responsable, audit et contrôle, finance, achats et supply chain. 
Plusieurs diplômes sont obtenus au cours de la scolarité :
- une Licence de l'IAE de Montpellier (Université Montpellier 2) "Management des sciences et technologies" à l'issue de la première année.
- Bachelor Honours in Science of Management (BSCM) à l'issue de la deuxième année, pour ceux qui sont partis dans un échange diplômant un diplôme de Bachelor de l'université partenaire.
- Master in Management à la fin de la scolarité. Celui-ci peut être codélivré par l'une des Universités de Montpellier selon la spécialité. Il s'agit Diplôme bac+5 - Grade de Master - visé par l’État et accrédité AACSB et EPAS (EFMD).

#### International
MBS School of Business propose plus de 190 destinations internationales. 
L'école propose des doubles diplômes de master à l'étranger dans une quinzaine de pays.
En parallèle, plus de 25 % des étudiants présents sur le campus de MBS School of Business sont des étudiants issus d'universités étrangères. 
Plus de 65 % des professeurs sur le campus sont internationaux. 

#### Classements
Le Programme Grande École de MBS School of Business est régulièrement classé dans le top 50 mondial et le top 15 français. En 2021, Montpellier Business School entre au classement de Shanghai, elle est à ce jour la seule école de commerce française à avoir réalisé cette performance. 
| Classeur    | Année | Classement |
| ----------- | ----- | ---------- |
| Le Point    | 2025  | 14e        |
| Le Figaro   | 2025  | 13e        |
| L'Étudiant  | 2025  | 12e        |
| Le Parisien | 2025  | 12e        |
| Challenges  | 2025  | 14e        |
| SIGEM       | 2023  | 13e        |

| Classeur        | Année | Classement                       |
| --------------- | ----- | -------------------------------- |
| Financial Times | 2024  | 47e Master in Management mondial |

### Bachelor
Le Bachelor de MBS School of Business a été classé 5e Bachelor français par Le Figaro Etudiant en 2025.

## Cout de la scolarité
Chaque année scolaire coute entre 9 950 € et 15 300 €.
MBS School of Business, avec plus de 1500 alternants, est la seule école de commerce à pouvoir proposer une place en alternance à tous les étudiants des programmes Grande École et Bachelor. Avec ce dispositif, les droits de scolarité sont intégralement pris en charge par l'entreprise accueillante, qui rémunère également l'étudiant.

## Anciens élèves
- Éric Besson (MBS 1979) : ministre chargé de l'Industrie, de l'Énergie et de l'Économie numérique du gouvernement François Fillon III
- Pierre Le Corre (MBS 2014) : triathlète français, champion du monde
- Benjamin Lang (MBS 2011) : rameur (Aviron), vice-champion du monde
- Simon Dufour (MBS 2011): Nageur français

## Campus nationaux
MBS School of Business possède un campus sur l'avenue des Moulins, à Montpellier. Situé à 15 minutes du cœur de ville par le Tram N°3, le campus de MBS se déploie sur un parc arboré de plus de 7 hectares. 
A la rentrée 2027, MBS s’installera dans son nouvel éco-campus dans le futur écoquartier Cambacérès, à 15 minutes du centre-ville de Montpellier et à proximité directe de la gare TGV Sud de France et de l’aéroport international. Le coût estimé est de 110 millions d'euros (hors acquisitions foncières). 
Sur les 30 000 m² prévus, deux tiers seront consacrés à l'école de commerce. Sud Formation et CCI Entreprises se répartiront le dernier tiers. 
Moderne, audacieux et éco-responsable, ce bâtiment permettra d’accueillir 5000 étudiants dans un lieu modulable dédié aux pédagogies actives et à la vie étudiante.
MBS School of Business possède un campus dans le 5e arrondissement de Paris, également connu sous le nom du Quartier Latin, un quartier historiquement riche et intellectuel qui exerce un charme particulier sur les étudiants. 
Accueillant plusieurs institutions académiques prestigieuses, le quartier offre aux étudiants une expérience immersive dans un environnement stimulant entouré de bibliothèques, de librairies et d’une pléthore de monuments culturels.
Les étudiants peuvent profiter de promenades le long des quais de la Seine ou explorer les rues charmantes aux architectures historiques.

## Campus internationaux
MBS School of Business possède un campus à Dakar. Situé dans une métropole cosmopolite administrative, politique, économique, sociale et culturelle de plus de 4 millions d’habitants. Créée en 2013 par MBS School of Business, 
MBS Dakar forme des managers responsables, performants et d’envergure internationale. MBS Dakar cherche à contribuer au développement de l’Afrique par l’enseignement et la formation, sur le plan académique, sur l’employabilité et sur les valeurs de ses futurs managers ou entrepreneurs.
MBS School of Business possède un campus à Cork, une expérience internationale au cœur de l’Irlande. Le campus de Cork accueille les étudiants Programme Grande École et du Bachelor de MBS pour un enseignement 100% en anglais dans un environnement empli de traditions et d’énergie. Une immersion 100 % en anglais, au sein d’une ville vibrante et étudiante
Les étudiants du Programme Grande École et du Bachelor de MBS ont la possibilité d’étudier jusqu’à un semestre sur le campus MBS de Cork, en Irlande.
Accessibles aux cursus continus et en alternance, il offre une expérience internationale complémentaire aux échanges académiques possibles avec nos très nombreuses Universités Partenaires.
Implanté au sein de Griffith College Cork, le campus offre une immersion totale en anglais, dans un environnement académique stimulant et multiculturel. Tous les cours y sont dispensés par des professeurs natifs anglophones, aux côtés de 2 000 étudiants irlandais et internationaux.